# 1717 a tudományban
Az 1717. év a tudományban és a technikában.

## Születések
- november 16. – Jean le Rond d’Alembert francia matematikus

## Halálozások
- április 3. – Jacques Ozanam francia matematikus